# Крымская наступательная операция

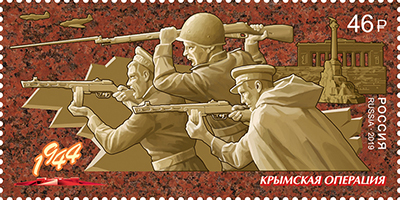
Почтовая марка России 2019 года, посвящённая Крымской операции

Крымская наступательная операция — операция советских войск с целью освобождения Крыма от войск нацистской Германии во время Великой Отечественной войны. Проводилась с 8 апреля по 12 мая 1944 года силами 4-го Украинского фронта и Отдельной Приморской армии во взаимодействии с Черноморским флотом и Азовской военной флотилией. Результатами операции стали полный разгром 17-й армии вермахта и полное освобождение Крымского полуострова. Был ликвидирован крупный плацдарм противника, угрожавший действиям находящихся на Украине советских войск и освобождена главная база Черноморского флота – Севастополь.
В немецкой историографии синхронные советской операции события называются Битва за Крым 1943-1944 (нем. Schlacht um die Krim), в англоязычной Крымское наступление 1944 (Crimean offensive). При этом немецкий термин не полностью эквивалентен по срокам и содержанию русскому и английскому и включает также оборону осени зимы 1943-1944 годов.

## Общая обстановка перед началом операции
В результате Мелитопольской (26 сентября — 5 ноября 1943 года) и Керченско-Эльтигенской десантной операции (31 октября — 11 декабря 1943 года) советские войска прорвали укрепления Перекопского вала на Перекопском перешейке, захватили плацдармы на южном берегу Сиваша и на Керченском полуострове, но освободить Крым сразу же не удалось — не было достаточно сил. На полуострове продолжала оставаться крупная группировка немецких войск, опиравшаяся на глубоко эшелонированные оборонительные позиции. На Перекопском перешейке и против плацдарма на Сиваше оборона состояла из трех, а на Керченском полуострове — из четырёх полос.
Ставка Верховного Главнокомандования (ВГК) рассматривала Крым как стратегически важный район, а его освобождение как важнейшую возможность возвращения главной базы Черноморского флота — Севастополя, что значительно улучшило бы условия базирования кораблей и ведения боевых действий на море. Кроме того, Крым прикрывал балканский стратегический фланг немецких войск и их важные морские коммуникации, идущие по Черноморским проливам к западному побережью Чёрного моря. Поэтому немецкое руководство также придавало большое военное и политическое значение удержанию Крыма в своих руках, что, по их мнению, являлось одним из факторов сохранения поддержки Турции и союзников на Балканах. В связи с этим командование 17-й армии обязали до последнего удерживать полуостров. Несмотря на это, немецкое командование разработало на случай своего отступления детальный план, получивший название — операция «Адлер».

В результате Нижнеднепровской наступательной операции советские войска блокировали в Крыму 17-ю немецкую армию, захватив при этом важный плацдарм на южном берегу Сиваша. Кроме того, войсками Отдельной Приморской армии в ходе Керченско-Эльтигенской десантной операции был захвачен плацдарм в районе Керчи. Высшее руководство вермахта считало, что в условиях сухопутной блокады дальнейшее удержание Крыма в военном отношении представляется нецелесообразным. Однако Гитлер приказал защищать Крым до последней возможности, полагая, что оставление полуострова подтолкнёт Румынию и Болгарию к выходу из нацистского блока.

Боевые действия на Керченском полуострове в Фотохронике ТАСС, фото Е. А. Халдея
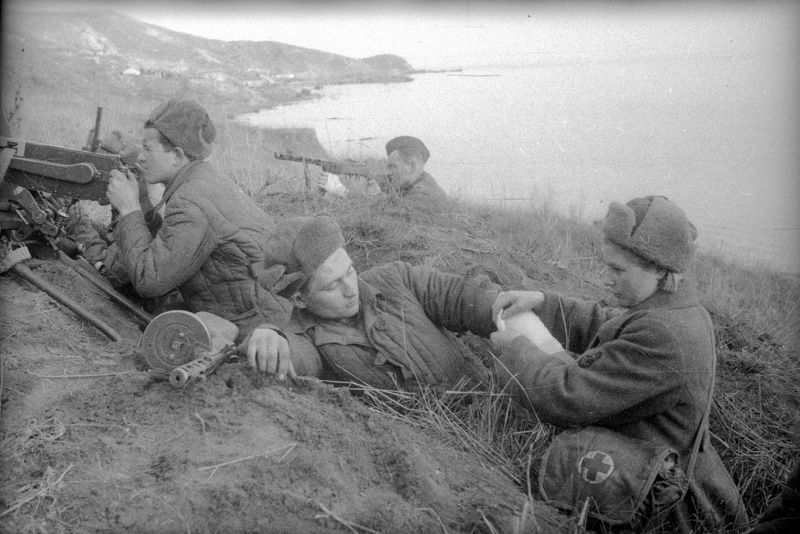
Санинструктор Михайлова перевязывает раненого морского пехотинца в бою в районе Керчи
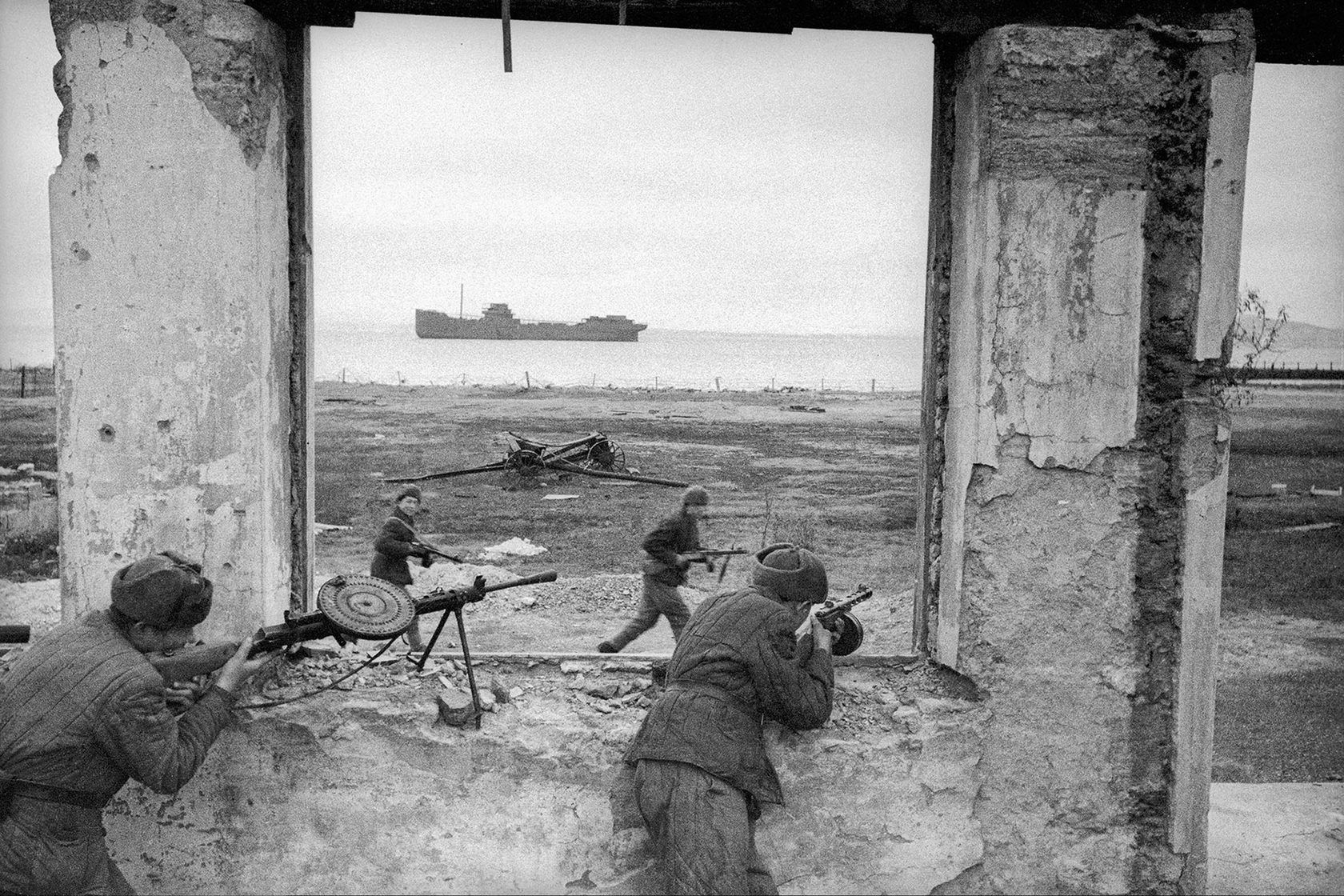
Советский пулеметчик с ДП-27 прикрывает атаку автоматчиков в боях за освобождение Керчи
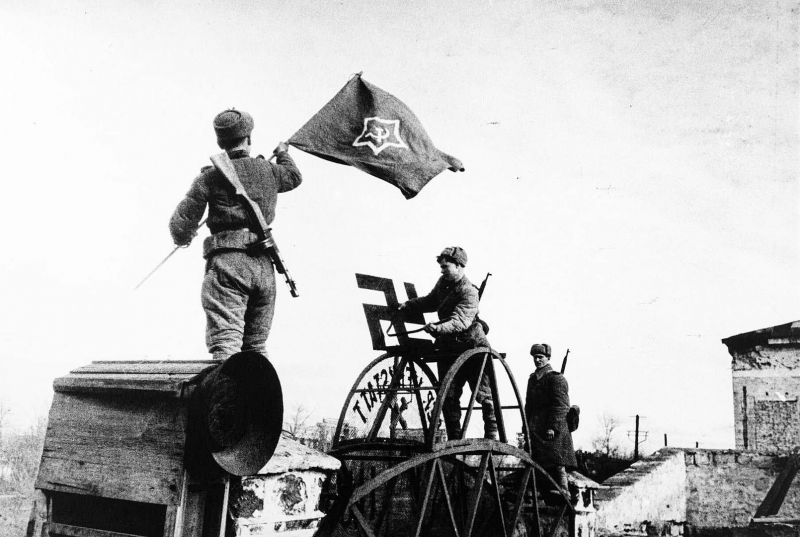
Советский солдат срывает свастику с ворот завода имени Войкова в освобожденной Керчи
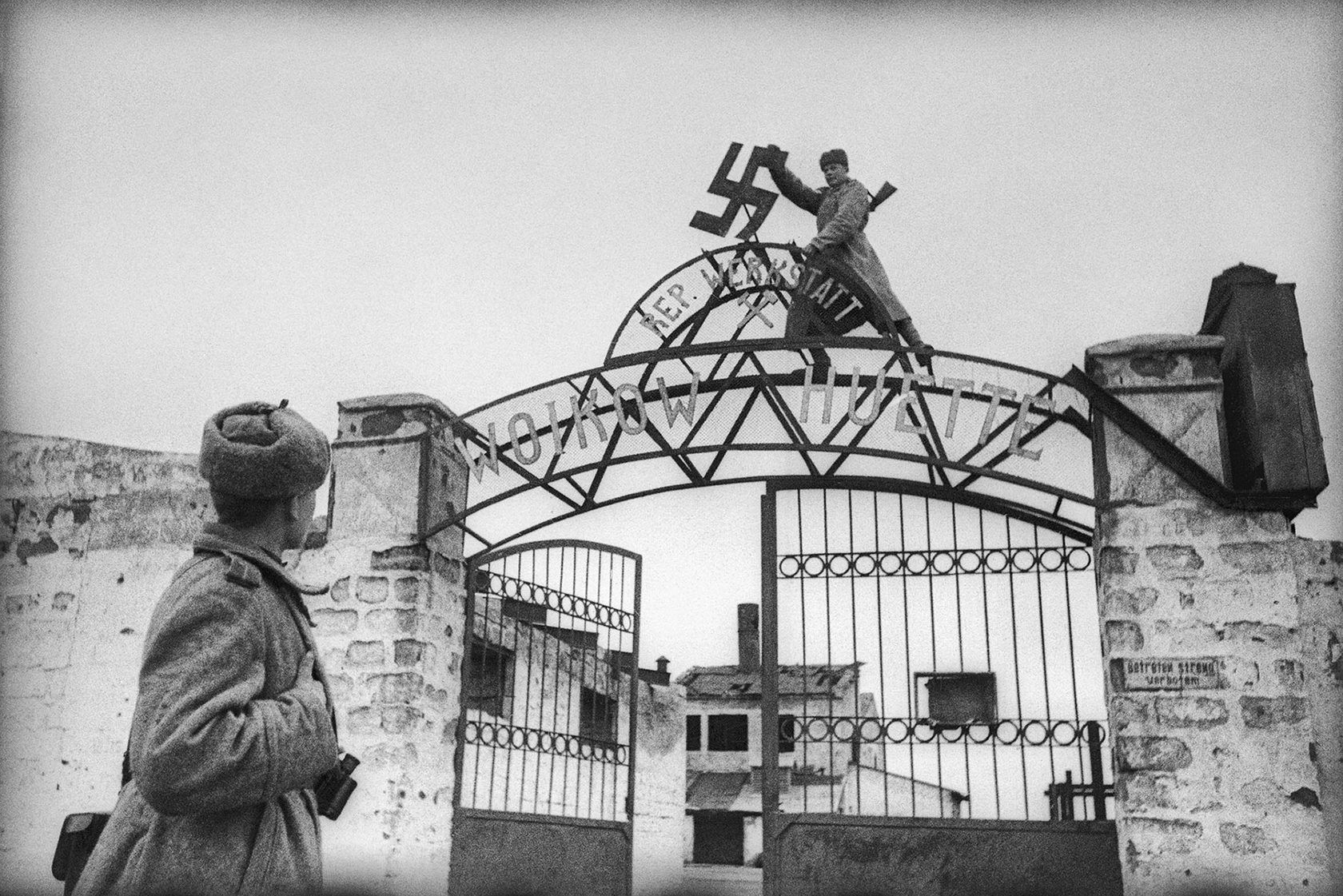
Завод имени Войкова в Керчи снова советский
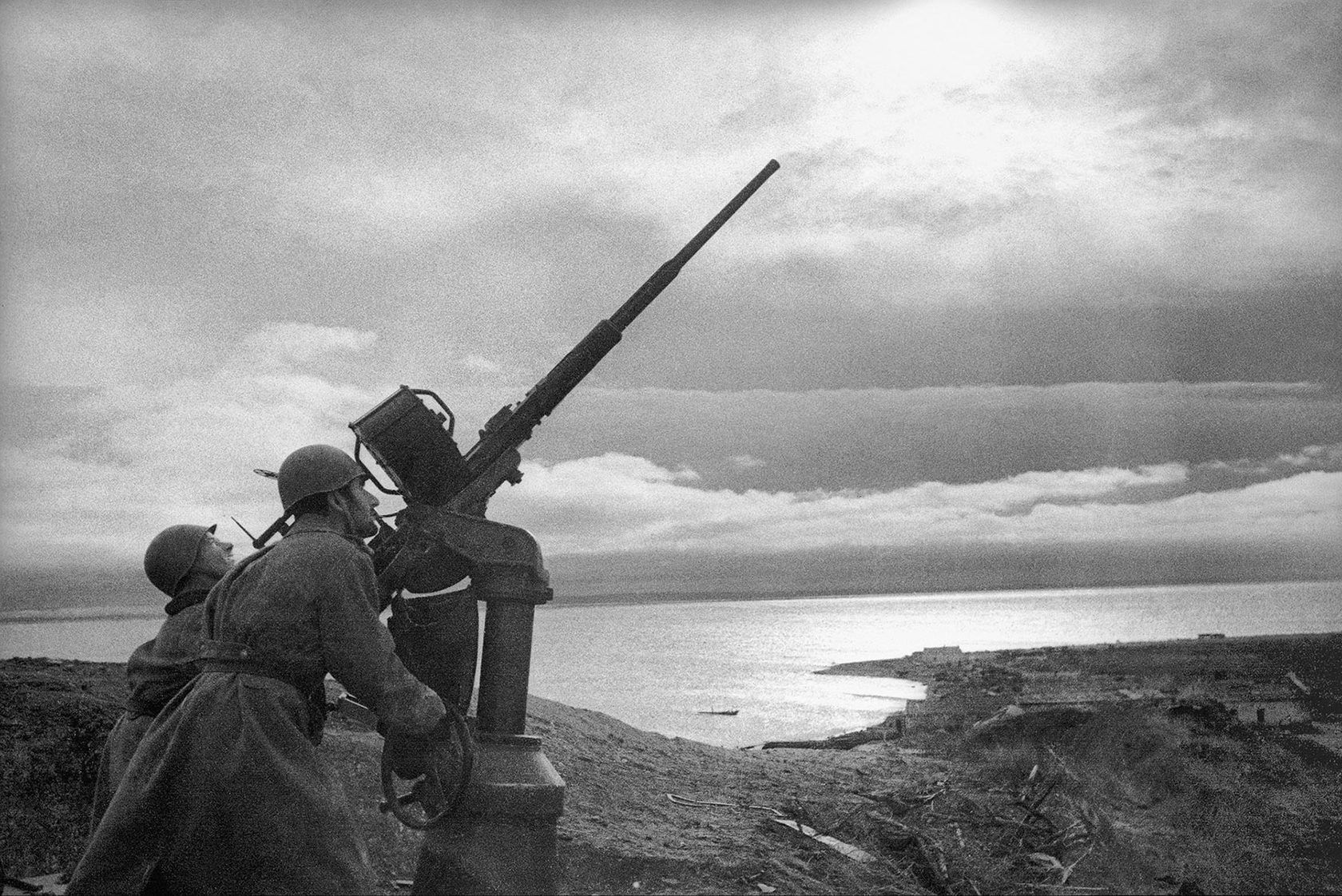
Расчет советской 20-мм зенитной пушки «Эрликон» на побережье в освобожденной Керчи
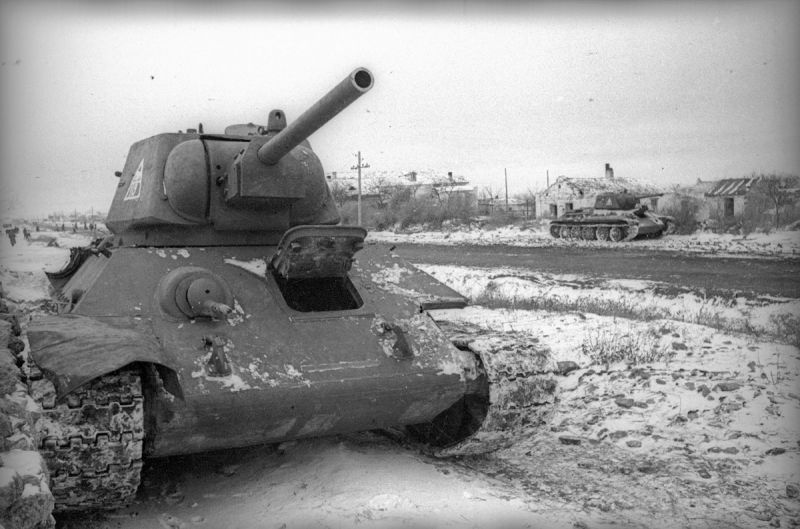
Советские танки Т-34 на улице населенного пункта на Керченском полуострове

В начале 1944 года немецкая армия была усилена двумя дивизиями: в конце января 1944 г. на полуостров морским путем была доставлена 73-я, а в начале марта — 111-я пехотные дивизии. К апрелю армия имела 12 дивизий: 5 немецких и 7 румынских, 2 бригады штурмовых орудий, различные части усиления и насчитывала более 195 тыс. человек, около 3600 орудий и минометов, 215 танков и штурмовых орудий. Её поддерживали 148 самолётов.
Советское руководство возложило задачу разгрома крымской группировки противника и освобождения Крыма на войска 4-го Украинского фронта (командующий генерал армии Ф. И. Толбухин), в состав которого входили 2-я гвардейская и 51-я армии, 19-й танковый корпус, 16-й и 78-й укрепленные районы, авиационную поддержку обеспечивали авиация 8-й воздушной армии и ВВС Черноморского флота; Отдельную Приморскую армию (командующий генерал армии А. И. Еременко), действия которой обеспечивала авиация 4-й воздушной армии; Черноморский флот (командующий адмирал Ф. С. Октябрьский), силы которого поддерживали наступление на приморских флангах и нарушали морские коммуникации противника; Азовскую военную флотилию (командующий контр-адмирал С. Г. Горшков), которая поддерживала наступление войск Отдельной Приморской армии.
Действия войск 4-го Украинского фронта и Отдельной Приморской армии координировали представители Ставки Верховного Главнокомандования маршал К. Е. Ворошилов и начальник Генерального штаба Красной армии маршал А. М. Василевский.
Подготовка Крымской наступательной операции началась в феврале 1944 г. 6 февраля начальник Генерального штаба А. М. Василевский и Военный Совет 4-го Украинского фронта представили в Ставку ВГК свои соображения относительно проведения Крымской операции, которую предполагалось начать 18-19 февраля.
Однако в дальнейшем срок начала операции неоднократно переносился. Так, 18 февраля маршал А. М. Василевский в соответствии с указаниями Ставки ВГК приказал генералу армии Ф. И. Толбухину Крымскую операцию начать после того, как будет освобождено от противника все побережье Днепра до Херсона включительно. Несмотря на это Ставка в своих дальнейших указаниях потребовала начать операцию не позднее 1 марта, независимо от хода операции по освобождению от противника Правобережного Днепра. А. М. Василевский доложил в Ставку, что, учитывая погодные условия, Крымскую операцию можно будет начать лишь в период между 15 и 20 марта. С намеченным сроком Ставка согласилась, но 16 марта фронт получил новые указания, что Крымскую операцию «начинать после овладения войсками левого крыла 3-го Украинского фронта районом города Николаева и выдвижения их к Одессе». Однако и после овладения Николаевом фронт из-за плохих метеорологических условий смог начать операцию только 8 апреля 1944 г.
Вся операция 4-го Украинского фронта планировалась на глубину до 170 км продолжительностью в 10-12 суток со среднесуточным темпом наступления 12-15 км. Темп наступления 19-го танкового корпуса определялся в 30-35 км в сутки.

## Замысел
Замысел Крымской операции состоял в том, чтобы силами войск 4-го Украинского фронта с севера — от Перекопа и Сиваша, и Отдельной Приморской армии с востока — от Керченского полуострова, нанести одновременный удар в общем направлении на Симферополь и Севастополь, расчленить и уничтожить группировку врага, не допустив её эвакуации из Крыма. Главный удар планировалось нанести с плацдарма на южном берегу Сиваша. В случае успеха основная группировка фронта выходила в тыл перекопских позиций противника, а овладение Джанкоем открывало свободу действий в сторону Симферополя и Керченского полуострова в тыл находившейся там группировки врага. Вспомогательный удар наносился на Перекопском перешейке. Отдельная Приморская армия должна была прорвать оборону противника севернее Керчи, главный удар наносить на Симферополь, Севастополь, а частью сил — вдоль южного берега Крымского полуострова.

## Силы и состав сторон

### СССР
Всего привлеченные к операции советские войска насчитывали около 471 202 человека, 5982 орудия и миномёта, 559 танков и самоходных установок (САУ), 1250 самолётов (без учёта авиации Черноморского флота, АДД и войск ПВО страны). К апрелю 1944 года в составе Черноморского флота и Азовской военной флотилии были линейный корабль, четыре крейсера, шесть эскадренных миноносцев, два сторожевых корабля, восемь базовых тральщиков, 47 торпедных и 80 сторожевых катеров, 34 бронекатера, 29 подводных лодок, три канонерские лодки и другие вспомогательные суда. Кроме того, войска поддерживались действиями партизан и подпольщиков. Получившие в январе 1944 года очередное бригадное переформирование партизанские силы Крыма были объединены в три соединения: Южное, Северное и Восточное (общая численность в 3 679 человек). Таким образом, силы СССР значительно превышали силы противника.
- 4-й Украинский фронт под командованием генерала армии Ф. И. Толбухина в составе:
  - 51-я армия (командующий генерал-лейтенант Я. Г. Крейзер)
  - 2-я гвардейская армия (командующий генерал-лейтенант Г. Ф. Захаров)
  - 19-й танковый корпус (командующий генерал-лейтенант танковых войск И. Д. Васильев, с 11 апреля полковник И. А. Поцелуев)
  - 8-я воздушная армия (командующий генерал-полковник авиации Т. Т. Хрюкин)
- Отдельная Приморская армия под командованием генерала армии А. И. Ерёменко, а с 15 апреля генерал-лейтенанта К. С. Мельника
- Черноморский флот под командованием адмирала Ф. С. Октябрьского
- Азовская военная флотилия под командованием контр-адмирала С. Г. Горшкова
- Часть сил Авиации дальнего действия (504 самолёта)
- Часть сил истребительной авиации войск ПВО страны (85 самолётов)

Всего 470 000 человек, 5982 орудий и миномётов, 559 танков и САУ, 2245 самолётов.
Кроме того, в операции участвовали соединения партизан Крыма: Северное (1-я и 5-я бригады) — 860 бойцов (командир Ямпольский П. Р.), Южное — 4-я, 6-я, 7-я бригады — более 2 200 бойцов (командир Македонский М. А.), Восточное — 2-я и 3-я бригады — 680 человек (командир Кузнецов В. С.) Ввиду условий местности главные силы партизан действовали в Крымских горах и в районе Симферополя.
| Соотношение сил и средств войск 4-го Украинского фронта и Отдельной Приморской армии к противостоящим им войскам 17-й немецкой армии | Соотношение сил и средств войск 4-го Украинского фронта и Отдельной Приморской армии к противостоящим им войскам 17-й немецкой армии |
| --- | --- |
| Дивизии (расчётные) | 2,6 : 1 |
| Всего людей | 2,4 : 1 |
| Орудия и миномёты | 1,7 : 1 |
| Танки и САУ | 2,6 : 1 |
| Боевые самолёты | 4,2 : 1 |

### Нацистская Германия и Королевство Румыния
- 17-я армия вермахта под командованием генерала Эрвина Йенеке, а с 1 мая генерала пехоты Карла Альмендингера в составе 5 немецких и 7 румынских дивизий. Всего свыше 195 000 человек, около 3600 орудий и миномётов, 215 танков и штурмовых орудий, 148 самолётов (только базировавшиеся в Крыму на 10.04.1944, в ходе операции были задействованы дополнительные силы авиации). Штаб 17-й армии располагался в Симферополе.

В северной части Крыма оборонялись:
- 49-й горный армейский корпус (50-я, 111-я и 336-я пехотные дивизии, 279-я бригада штурмовых орудий);
- 3-й румынский кавалерийский корпус (9-я кавалерийская, командир Думитру Попеску , 10-я и 19-я пехотные дивизии), командир корпусной генерал Георге Чалак.

Штабы 49-го горнострелкового и 3-го румынского кавалерийского корпусов находились в Джанкое. В том же районе располагались и резервы на данном направлении — 111-я пехотная дивизия (без одного полка), 279-я бригада штурмовых орудий (Воинка), один полк 9-й румынской кавалерийской дивизии.
Западное побережье Крыма от Перекопа до Севастополя прикрывали два полка 9-й румынской кавалерийской дивизии.
На Керченском полуострове оборонялись:
- 5-й армейский корпус (73-я и 98-я пехотные дивизии и 191-я бригада штурмовых орудий),
- 6-я кавалерийская и 3-я горнострелковая румынские дивизии.

Южное побережье Крыма от Феодосии до Севастополя прикрывал:
- 1-й румынский горнострелковый корпус (1-я и 2-я горнострелковые дивизии), командир корпусной генерал Гуго Шваб, штаб корпуса располагался в Симферополе.

Немецкие и румынские ВМС в Крыму и морских портах Румынии на начало сражения насчитывали 3 эскадренных миноносца, 3 миноносца, 5 базовых тральщиков, 40 торпедных катеров, 34 катера-охотника, около 180 катеров-тральщиков, 14 подводных лодок (6 немецких, 3 румынских и 5 сверхмалых бывших итальянских, захваченных немцами), 10 канонерских лодок и 60 быстроходных десантных барж.

## Ход операции

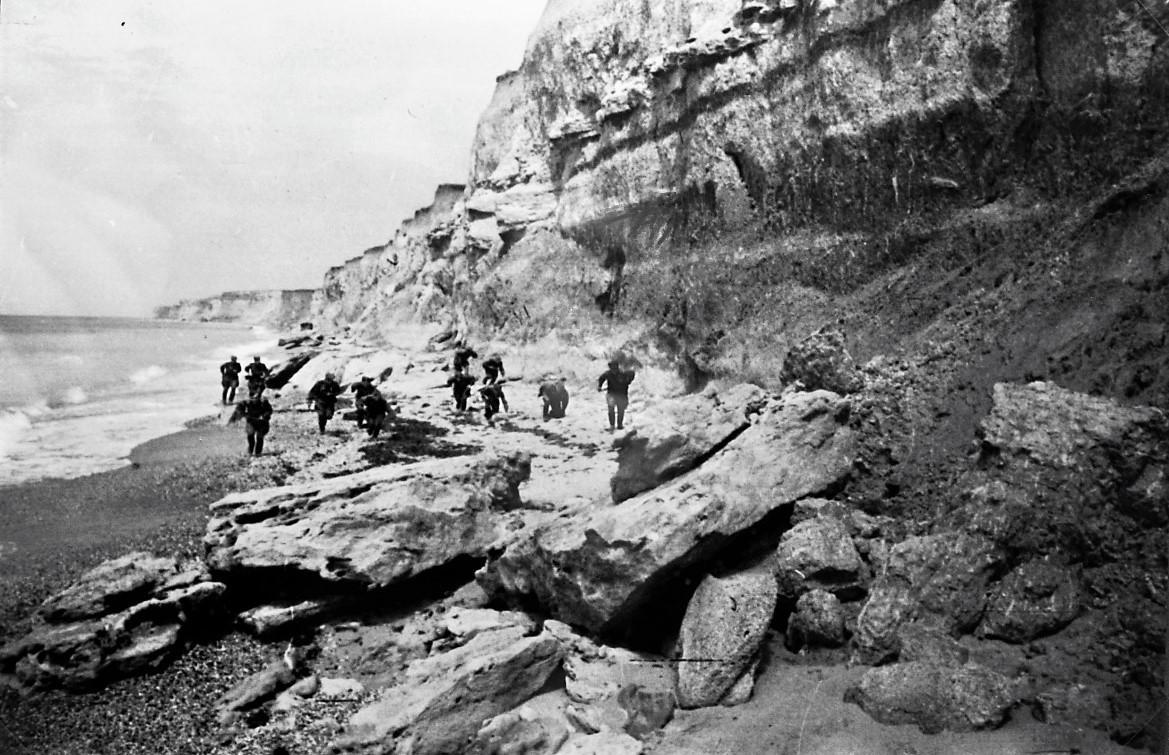
На подступах к Севастополю. Бойцы гвардии старшего лейтенанта Александрова атакуют противника. Фото С. Струнникова. 1944

8 апреля 1944 года, в 8.00, войска 4-го Украинского фронта перешли в наступление. Перед этим в течение пяти суток тяжёлая артиллерия разрушала значительную часть долговременных сооружений врага и уничтожала заранее выявленные артиллерийские и миномётные позиции. Вечером 7 апреля была проведена разведка боем, подтвердившая прежние сведения о группировке войск вермахта в районе Перекопа и Сиваша. В полосе 4-го Украинского фронта началась артиллерийская и авиационная подготовка, общей продолжительностью 2,5 часа. Немедленно по её окончании войска фронта перешли в наступление, нанося главный удар силами 51-й армии с Сивашского плацдарма. 51-я армия вышла на фланг немецкой перекопской группировки. В тот же день 2-я гвардейская армия, действуя на вспомогательном направлении, освободила Армянск.

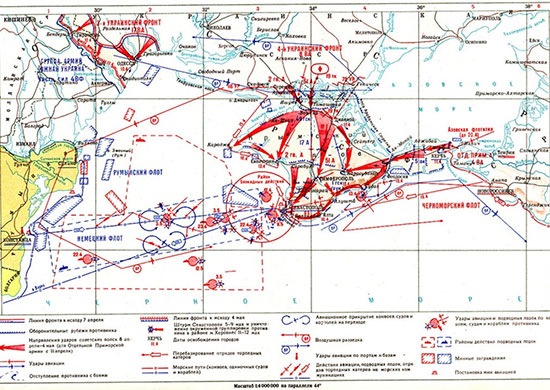
Действия Черноморского флота в ходе Крымской стратегической наступательной операции.

В течение трёх дней войска 4-го Украинского фронта вели ожесточённые бои и к исходу дня 10 апреля прорвали оборону противника на Перекопском перешейке и южнее Сиваша. Появилась возможность вывести на оперативный простор подвижную группу фронта — 19-й танковый корпус, 6-ю гв. тбр, 52-й мотоциклетный полк, 15-ю иптабр, 207-й гв. гап, 85-й гв. гап, 467-й лап, 21-й гмп, 166-й, 169-й, 297-й зап и 3-й гв. инжбат. Для проведения рекогносцировки и организации взаимодействия с пехотой на наблюдательный пункт 63-го стрелкового корпуса 51-й армии прибыл командир 19-го танкового корпуса генерал-лейтенант И. Д. Васильев. Там в результате авиационного налёта Васильев был тяжело ранен и в командование корпусом вступил его заместитель, полковник И. А. Поцелуев. Утром 11 апреля подвижная группа вошла в прорыв на участке 51-й армии в районе Томашевка и устремилась на Джанкой. 19-й танковый корпус с ходу овладел Джанкоем и успешно продвигался на Симферополь. Опасаясь угрозы окружения, противник оставил укрепления на Перекопском перешейке и начал отходить с северной части Крыма.В результате ожесточённых боёв 10 апреля 1944 года силами войск 3-го Украинского фронта Красной армии под командованием генерала армии Р. Я. Малиновского при содействии сил Черноморского флота ВМФ СССР под командованием адмирала Ф. С. Октябрьского в ходе Одесской наступательной операции (26 марта — 14 апреля 1944 года) Одесса была освобождена. Войска Отдельной Приморской армии, начав наступление в ночь на 11 апреля, при поддержке авиации 4-й воздушной армии и Черноморского флота, утром овладели городом-крепостью Керчь — укрепленным узлом сопротивления врага на восточном побережье Крыма. Наступление 17-й армии стало выдыхаться. На всех направлениях развернулось преследование вражеских войск, отходивших к Севастополю. 2-я гвардейская армия развивала наступление вдоль западного побережья на Евпаторию. 51-я армия, используя успех 19-го танкового корпуса, через степи устремилась на Симферополь. Отдельная Приморская армия продвигалась через Карасубазар (Белогорск) и Феодосию на Севастополь. В результате 13 апреля были освобождены Евпатория, Симферополь и Феодосия, 14—15 апреля — Бахчисарай, Алушта, Ялта.
Развивая наступление, советские войска 13 апреля освободили Феодосию, Симферополь, Евпаторию и Саки, 14 апреля — Судак и 15 апреля Алушту, а 16 апреля вышли к Севастополю. Попытка взять город с ходу потерпела неудачу, и советские войска стали готовиться к штурму города.
Немецкие войска продолжали отступление. Авиация 8-й и 4-й воздушных армий наносила массированные удары по отходящим войскам противника и узлам коммуникаций. Силы Черноморского флота согласно директиве Ставки ВГК от 11 апреля 1944 года сосредоточились на блокаде Крымского полуострова, атакуя немецко-румынские плавсредства в зоне от Крыма до побережья Румынии. От ударов по морским конвоям и одиночным судам враг потерял 8100 солдат и офицеров.
Целесообразно было объединить все сухопутные армии под одним началом, поэтому 16 апреля Приморская армия была включена в состав 4-го Украинского фронта, и её новым командующим стал К. С. Мельник (А. И. Ерёменко назначен командующим 2-м Прибалтийским фронтом).  С 16 по 30 апреля советские войска неоднократно предпринимали попытки штурма города, но каждый раз добивались лишь частных успехов. 3 мая генерал вермахта Эрвин Йенеке, не веривший в возможность успешно защищать город, был отстранён от должности. Генеральный штурм Севастополя был назначен советским командованием на 5 мая. Штурм Сапун-горы  - высоты на Малаховом кургане шёл долго. 7 мая 2 румынские дивизии были перебиты, погибло со стороны Красной Армии 17 тысяч солдат. Начав его по плану, после четырёх дней тяжелейших боёв 9 мая - за год до Великой Победы войска фронта освободили город.

15—16 апреля советские войска вышли к Севастополю и начали подготовку к штурму города. В соответствии с решением командующего войсками 4-го Украинского фронта, утвержденным представителем Ставки ВГК маршалом А. М. Василевским, главный удар намечалось нанести из района Балаклавы соединениями и частями левого фланга 51-й и центра Приморской армии, вошедшей 18 апреля в состав 4-го Украинского фронта. Им предстояло прорвать оборону противника на участке Сапун-горы и высоты северо-восточнее населенного пункта Карань с задачей отрезать его от расположенных западнее Севастополя бухт. По мнению командования фронта, разгром врага на Сапун-горе при всей трудности её штурма должен был позволить быстро нарушить устойчивость немецкой обороны. Вспомогательный удар планировался в полосе 2-й гвардейской армии и в целях отвлечения внимания противника был намечен на двое суток раньше главного удара. Армии предстояло прорвать оборону врага в районе юго-восточнее Бельбека силами 13-го гвардейского и 55-го стрелковых корпусов и развивать наступление на Мекензиевы горы и восточный берег Северной бухты с тем, чтобы прижать немецкую группировку к морю и уничтожить.

Крымская наступательная операция в Фотохронике ТАСС, фото Е. А. Халдея
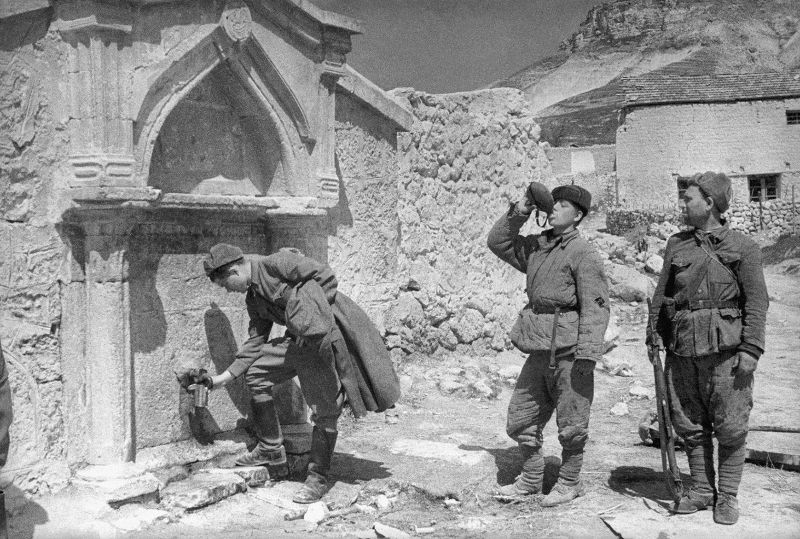
Бойцы ИПТА РККА набирают воду из источника в селе Дуванкой под Севастополем
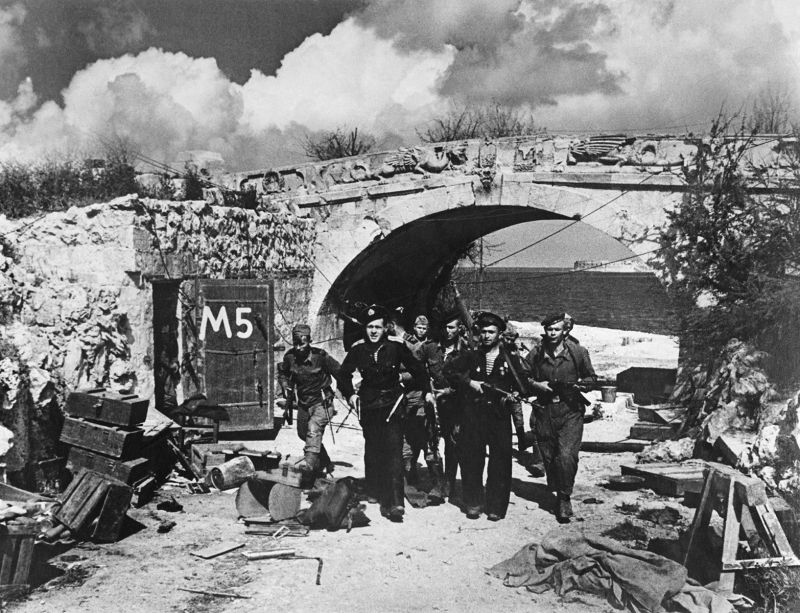
Бойцы морской пехоты у арки Приморского бульвара в освобожденном Севастополе
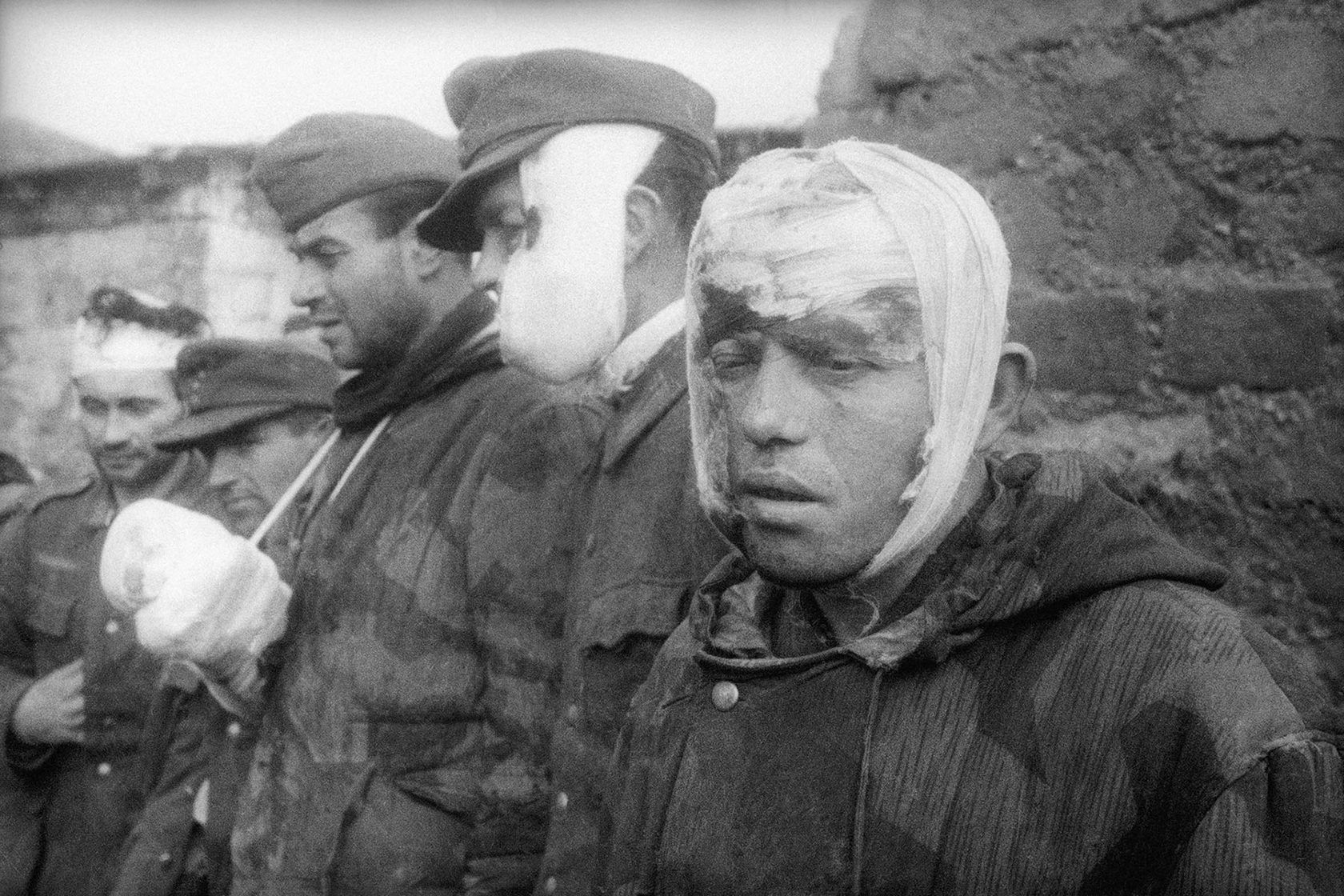
Раненые солдаты вермахта, плененные во время боев за освобождение Севастополя
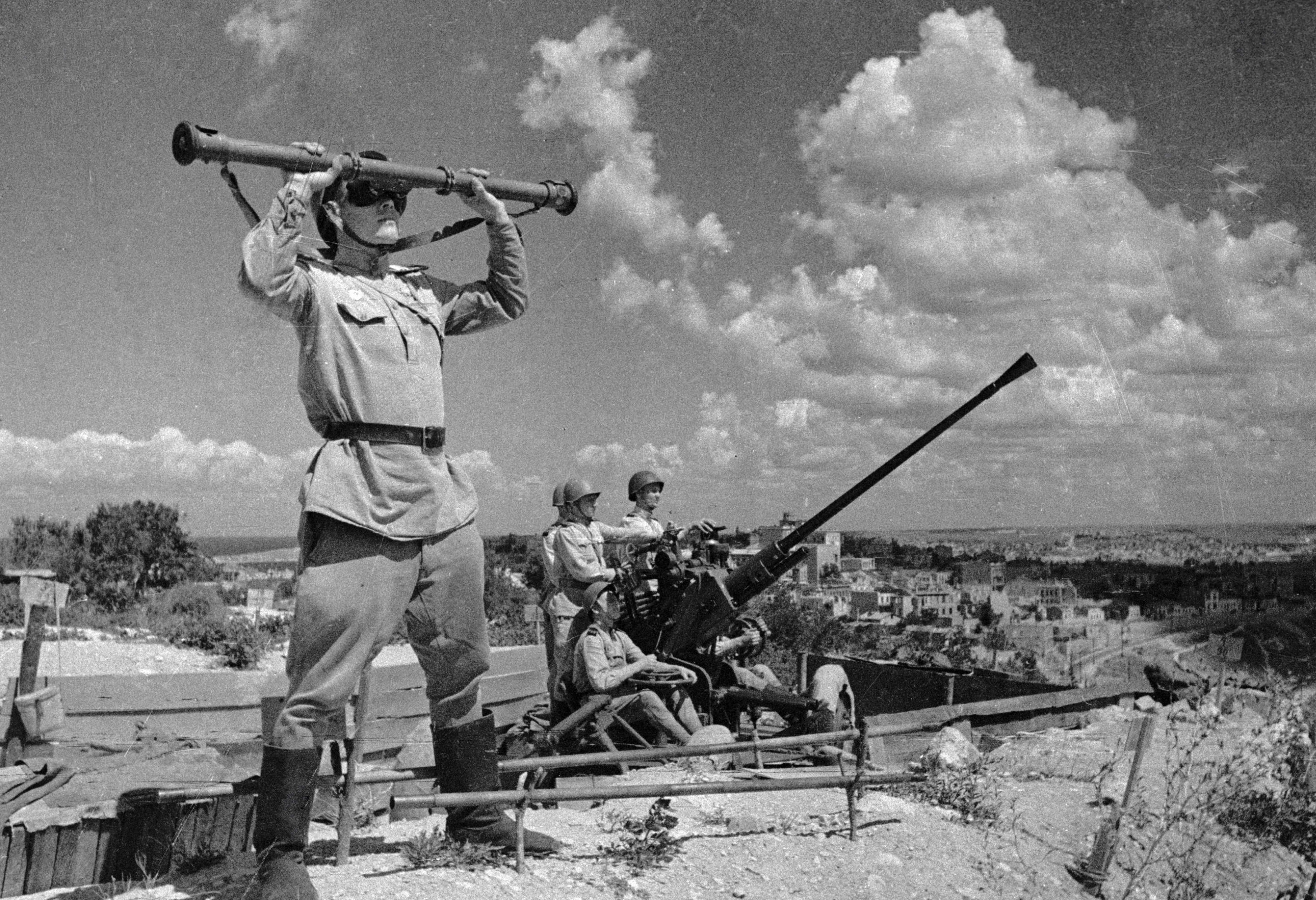
Советские зенитчики в освобожденном Севастополе
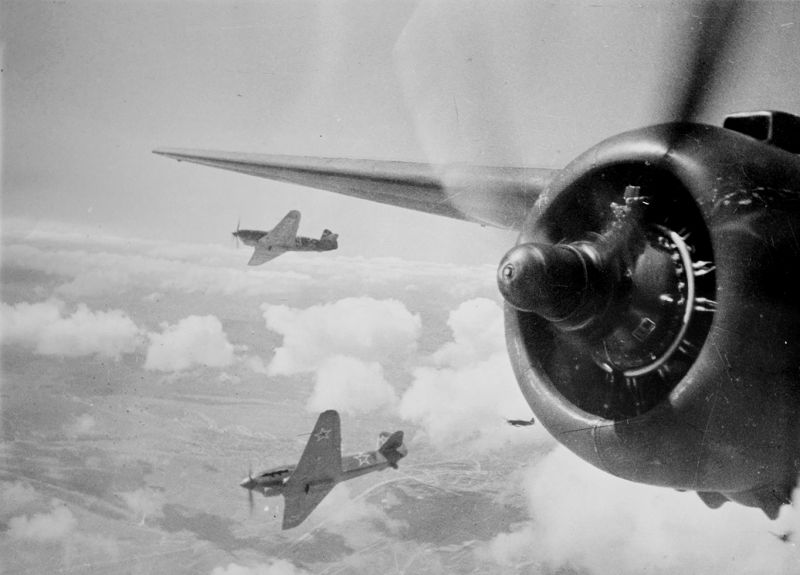
Истребители Як-9Д над Севастополем
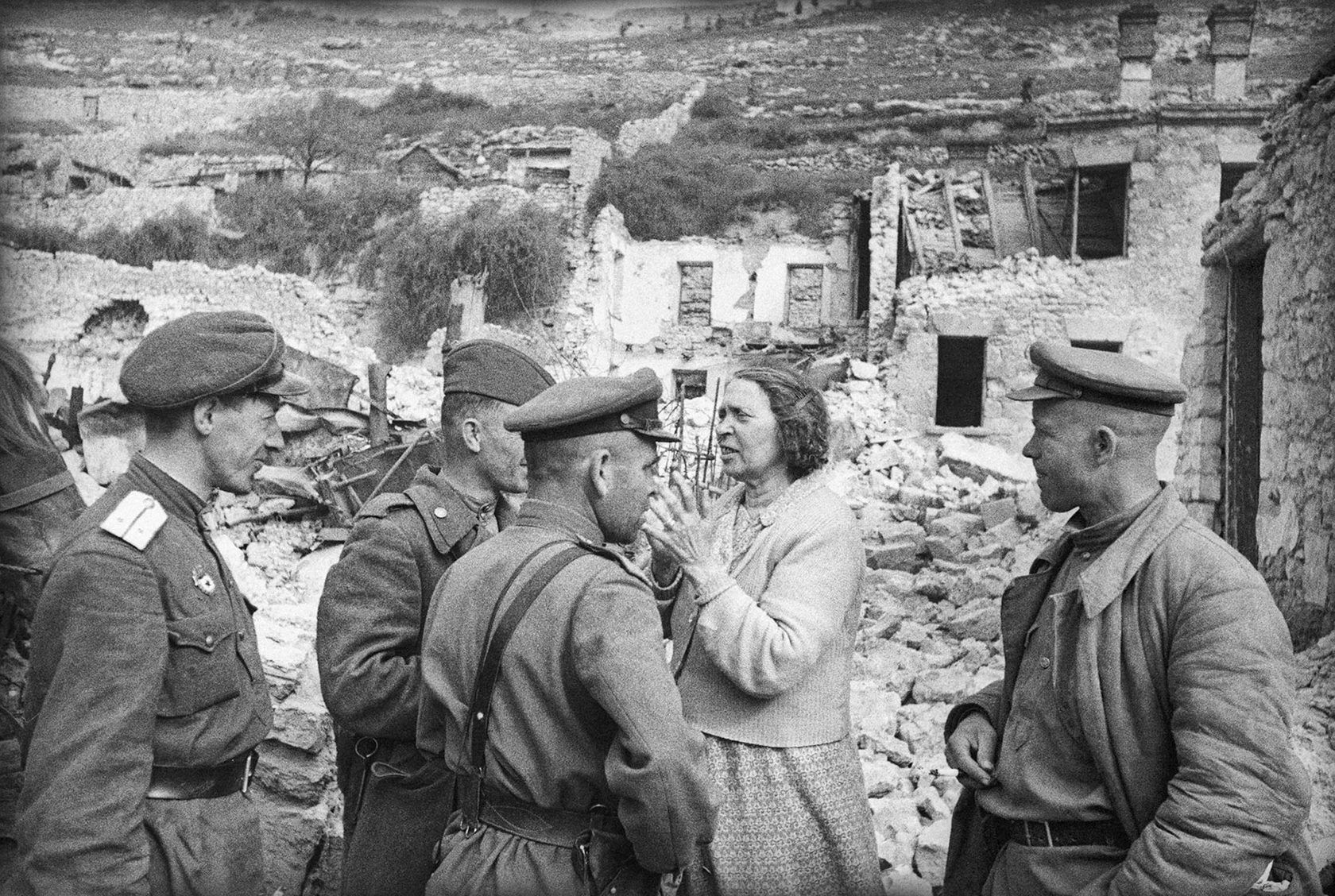
Жительница освобожденного Севастополя разговаривает с офицерами РККА

19 и 23 апреля войска фронта совершили две попытки прорвать основной оборонительный рубеж Севастопольского укрепленного района, но они закончились неудачей. Потребовалась новая перегруппировка и подготовка войск, подвоз им боеприпасов и горючего. 5 мая начался штурм укреплений города — перешла в наступление 2-я гвардейская армия, что заставило противника перебрасывать к Севастополю войска с других направлений.
7 мая в 10:30 при массированной поддержке всей авиации фронта советские войска начали генеральный штурм Севастопольского укрепленного района. Войска главной ударной группировки фронта на 9-километровом участке прорвали вражескую оборону и овладели в ходе ожесточенных боев Сапун-горой. 9 мая войска фронта с севера, востока и юго-востока ворвались в Севастополь и освободили город. Остатки немецкой 17-й армии, преследуемые 19-м танковым корпусом, отходили на мыс Херсонес, где были окончательно разгромлены. На мысе было взято в плен 21 тыс. солдат и офицеров противника, захвачено большое количество техники и вооружения.

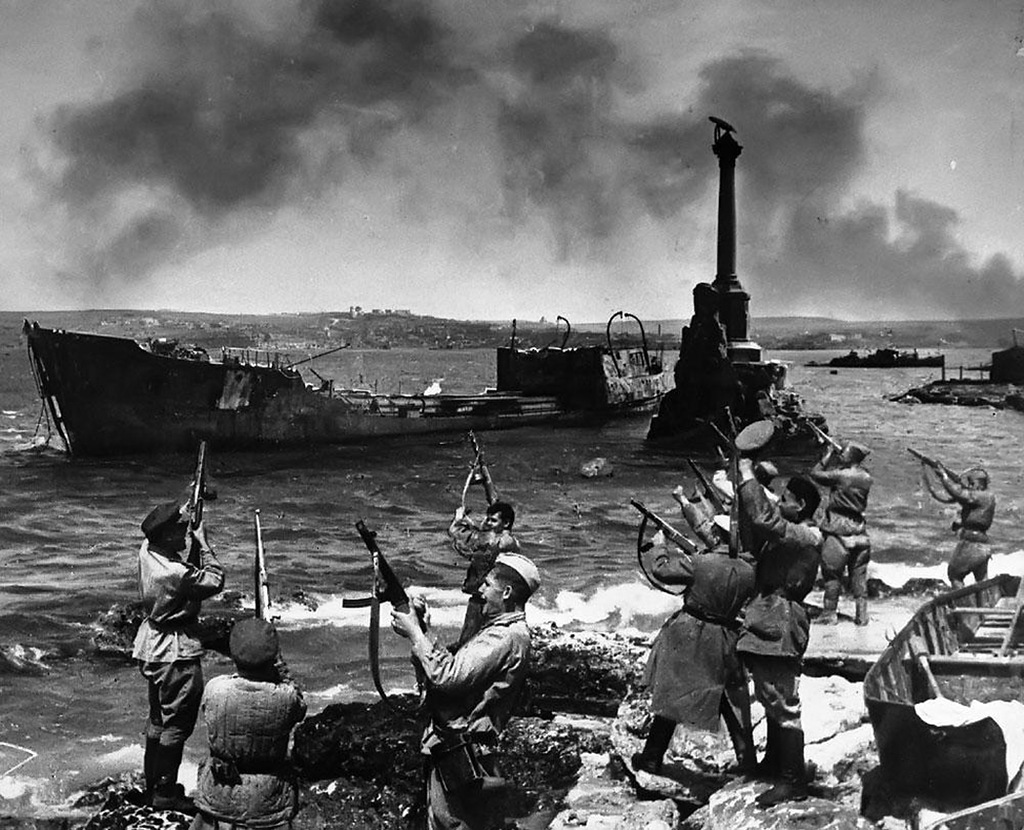
Освобожденный Севастополь. Май 1944 года

Для эвакуации обороняющихся немецко-румынское командование использовало морские конвои и транспортную авиацию. 8 мая в Севастополь из румынской Констанцы прибыл конвой «Patria». В состав конвоя входили транспорты «Тотила» и «Тея», сопровождение конвоя обеспечивали румынские эсминцы «Фердинанд» и «Марасешти». В ходе эвакуации оба немецких транспорта были потоплены советской авиацией, в результате чего погибло несколько тысяч человек. Всего же за время операции авиацией Черноморского флота потоплено 68 и повреждено 55 кораблей и судов, подводными лодками потоплено 13 и повреждено 3 кораблей и транспортов, торпедными катерами потоплено 11 кораблей, судов и катеров (по советским данным). Потери немецких и румынских войск при эвакуации морем оцениваются около 42 000 человек (до 37 000 немецких солдат и до 5000 румынских).
В целом при эвакуации немецко-румынских войск из Крыма потоплено по данным разных авторов от 111 до 140 кораблей и судов противника.
12 мая остатки вражеских войск на мысе Херсонес сложили оружие.
Генерал Курт Типпельскирх события последних дней сражения описывает так:

Остатки трех немецких дивизий и большое число разрозненных групп немецких и румынских солдат бежали к Херсонесскому мысу, подступы к которому они обороняли с отчаянностью обреченных, ни на минуту не переставая надеяться, что за ними будут присланы суда. Однако их стойкость оказалась бесполезной. 10 мая они получили ошеломляющее известие, что обещанная погрузка на корабли задерживается на 24 часа. Но и на следующий день напрасно искали они на горизонте спасительные суда. Зажатые на узком клочке земли, подавленные непрерывными воздушными налетами и измотанные атаками намного превосходящих сил противника, немецкие войска, потерявшие всякую надежду избавиться от этого ада, не выдержали. Переговоры с противником о сдаче положили конец ставшему бессмысленным ожиданию помощи. Русские, в своих сводках обычно не соблюдавшие никаких границ правдоподобности, на сей раз, пожалуй, были правы, определив потери 17-й армии убитыми и пленными цифрой в 100 тысяч человек и сообщив об огромном количестве захваченного военного снаряжения.— Курт фон Типпельскирх. История Второй Мировой войны.

## Действия партизан

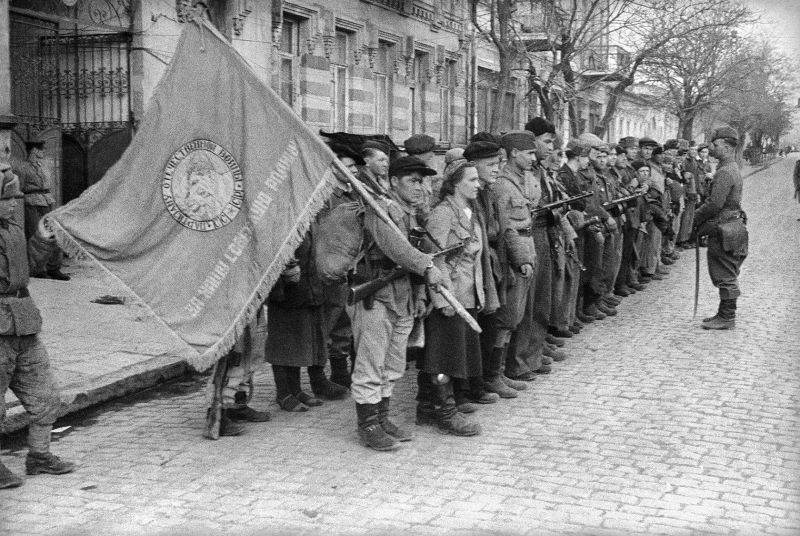
Торжественное построение бойцов отряда «Смерть фашистам» 1-й бригады "Грозная" под командованием Ф. И. Федоренко в освобожденном Симферополе, 13 апреля 1944 года, Фотохроника ТАСС, фото Е. А. Халдея

Всё время в ходе операции активную помощь советским войскам оказывали крымские партизаны. Крымские партизанские соединения получили задачи уничтожать тылы, узлы и линии связи противника, разрушать железные дороги, устраивать завалы и засады на горных дорогах, нарушать работу Ялтинского порта и тем самым не допустить отхода немецко-румынских войск к нему и другим местам погрузки для эвакуации в Румынию. На партизан также возлагалась задача препятствовать врагу в разрушении городов, промышленных и транспортных предприятий.
Отряды под командованием П. Р. Ямпольского, Ф. И. Федоренко, М. А. Македонского, В. С. Кузнецова нарушали коммуникации противника, устраивали налёты на штабы и колонны гитлеровцев. Особенно значительным было участие партизан в освобождении городов Симферополь, Ялта и Карасубазар. За период с 10 по 15 апреля результаты действий партизан оцениваются в 4377 убитых и 3700 пленных солдат и офицеров противника, 234 уничтоженных и 172 захваченных автомашины, 16 уничтоженных и 23 захваченных орудий и миномёта, и другой ущерб технике и имуществу противника.
11 апреля 1944 года в ходе отступления 17-й армии из Крыма в Севастополь один из отрядов крымских партизан захватил город Старый Крым. Тем самым была перерезана дорога отступавшим из Керчи подразделениям 98-й пехотной дивизии из состава 5-го армейского корпуса 17-й армии. Вечером того же дня к городу вышел один из полков этой дивизии, усиленный танками и штурмовыми орудиями. В ходе ночного боя немцам удалось захватить один из городских кварталов (улицы Северная, Полины Осипенко, Сулу-Дарья), который находился в их руках 12 часов. За это время немецкие пехотинцы уничтожили всё его население — 584 человека. Поскольку условия боя не позволяли, как это обычно делалось, согнать обречённых в одно место, немецкие пехотинцы методично прочёсывали дом за домом, расстреливая всех, кто попадался им на глаза, независимо от пола и возраста.

## Итоги операции
Если в 1941—1942 годах немецким войскам понадобилось 250 суток, чтобы овладеть героически защищавшимся Севастополем, то в 1944 году советским войскам оказалось достаточно всего 35 суток, чтобы взломать мощные укрепления в Крыму и очистить от противника почти весь полуостров.
Уже к 15 мая 1944 года в штаб 4-го Украинского фронта начали поступать донесения о проведённых в воинских частях и соединениях военных парадах, посвященных окончательному разгрому группировки немецких войск в Крыму.
Крымская операция завершилась полным разгромом 17-й армии вермахта, только безвозвратные потери которой в ходе боёв составили от 100 тысяч человек (из них 61 580 пленными). К этому числу нужно добавить значительные потери войск противника во время морской эвакуации, в ходе которой была фактически уничтожена румынская черноморская флотилия, потерявшая ⅔ наличного корабельного состава. Таким образом, общие безвозвратные потери немецко-румынских войск оцениваются в 140 тысяч солдат и офицеров. В 2020 году опубликована цифра потерь немецко-румынских войск в 111 587 человек убитыми и пленными, а также их потери в технике: 299 танков и штурмовых орудий, 3079 орудий всех видов, 578 самолётов, 7036 автомашин. Потери флота противника оценены в 69 транспортов, 56 быстроходных десантных барж, 2 сторожевых корабля, 2 канонерские лодки, 3 тральщика, 27 сторожевых катеров, 32 других судна.

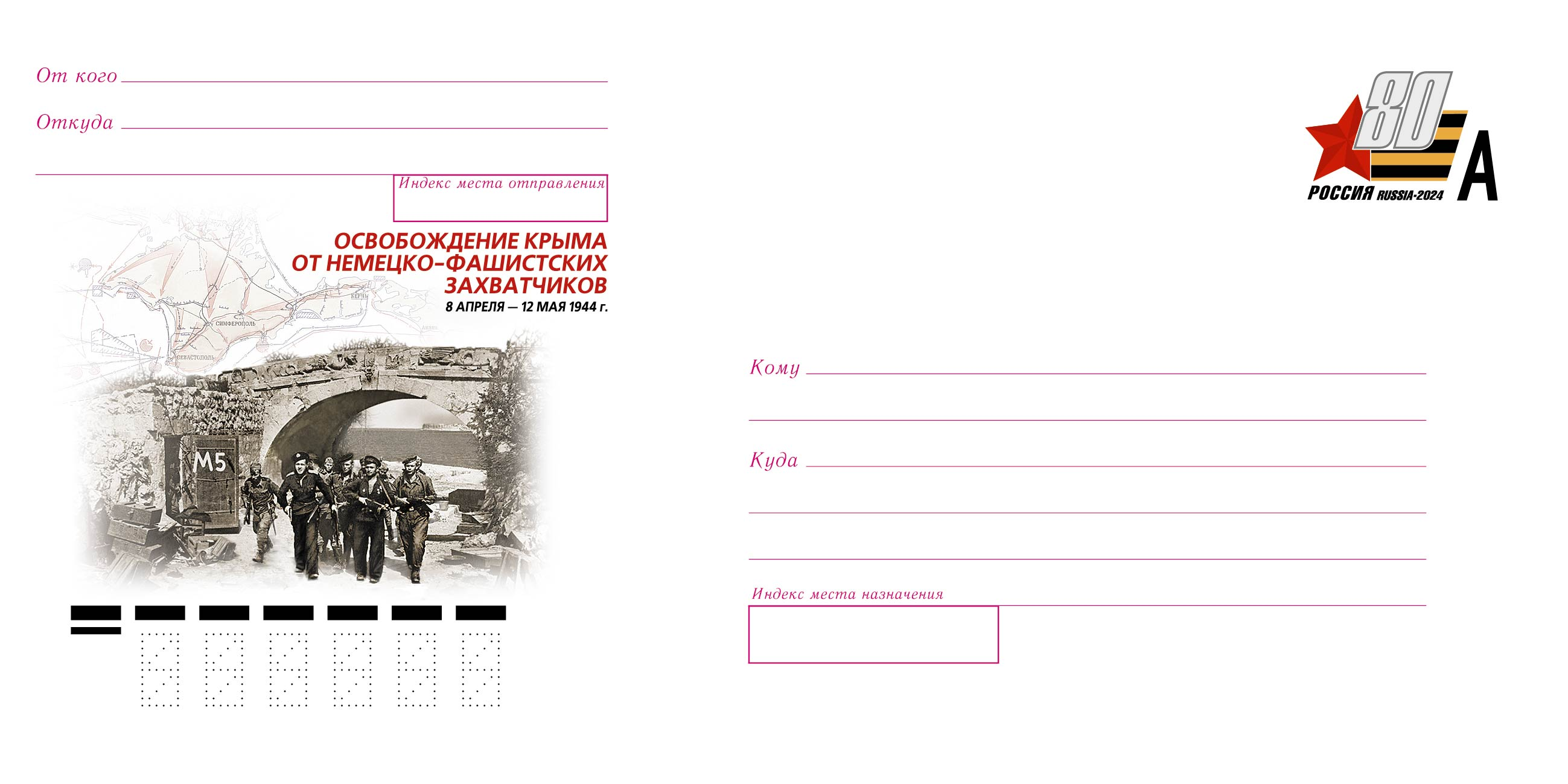
Конверт. Серия «К 80-летию Победы в Великой Отечественной войне 1941–1945 гг.». Освобождение Крыма от немецко-фашистских захватчиков

Советские войска и силы флота в ходе Крымской операции потеряли 17 754 человека убитыми и 67 065 человек ранеными, 171 танк и САУ, 521 орудие и миномёт, 179 самолётов. Погибли подводная лодка Л-6, 2 торпедных катера, катер-тральщик, 2 тендера, десантный бот.
Победа в Крыму вернула стране важный экономический район. В целом, была освобождена территория, занимавшая по площади около 26 тыс. км². В годы оккупации гитлеровские захватчики нанесли Крыму огромный ущерб: были выведены из строя более 300 промышленных предприятий, почти полностью истреблено поголовье скота, города и курорты сильно разрушены — особенно пострадали Севастополь, Керчь, Феодосия и Евпатория. Так, в Севастополе к моменту освобождения оставалось 3 тыс. жителей из имевшихся в городе накануне войны 109 тыс. человек. В городе уцелело лишь 6 % жилого фонда.
Рассматривая ход и оценивая результаты Крымской операции, ясно, что успешное её завершение предопределили искусный выбор советским командованием направлений главных ударов, хорошая организация взаимодействия ударных группировок войск, сил авиации и флота, решительное расчленение и разгром основных сил противника (сивашское направление), овладение ключевыми оборонительными позициями в короткие сроки (штурм Севастополя). Умело использовались для развития наступления подвижные группы (передовые отряды) армий. Они стремительно проникали в оперативную глубину обороны противника, не давая отходящим его войскам закрепляться на промежуточных рубежах и в районах обороны, чем обеспечивались высокие темпы наступления.
За героизм и умелые действия 160 соединениям и частям были присвоены почетные наименования Евпаторийских, Керченских, Перекопских, Севастопольских, Сивашских, Симферопольских, Феодосийских и Ялтинских. 56 соединений, частей и кораблей награждены орденами. 238 воинов удостоены звания Героя Советского Союза, тысячи участников боев за Крым награждены орденами и медалями.
В результате Крымской операции последний крупный вражеский плацдарм, угрожавший тылу действовавших на Правобережной Украине фронтов, был ликвидирован. В течение пяти дней была освобождена главная база Черноморского флота — Севастополь и созданы благоприятные условия для дальнейшего наступления на Балканы.

## Потери
| Наименование объединений и сроки их участия в операции      | Боевой состав и численность войск к началу операции | Боевой состав и численность войск к началу операции | Людские потери в операции | Людские потери в операции | Людские потери в операции | Людские потери в операции |
| Наименование объединений и сроки их участия в операции      | количество соединений                               | числен- ность                                       | безвозв- ратные           | сани- тарные              | всего                     | средне- суточные          |
| ----------------------------------------------------------- | --------------------------------------------------- | --------------------------------------------------- | ------------------------- | ------------------------- | ------------------------- | ------------------------- |
| 4-й Украинский фронт (весь период)                          | сд — 18, тк — 1, отбр — 2, УР — 2                   | 278 400                                             | 13 332                    | 50 498                    | 63 830                    | 1 824                     |
| Отдельная Приморская и 4-я воздушная армии (весь период)    | сд — 12, сбр — 2, отбр — 1                          | 143 500                                             | 4 196                     | 16 305                    | 20 501                    | 586                       |
| Черноморский флот и Азовская военная флотилия (весь период) | —                                                   | 40 500                                              | 226                       | 262                       | 488                       | 14                        |
| Итого                                                       | Дивизий — 30, корпусов — 1, бригад — 5, УР — 2      | 462 400                                             | 17 754 (3,8 %)            | 67 065                    | 84 819                    | 2 423                     |

## В культуре
- Оперативно и с подробным освещением всех этапов операции, с использованием съёмок 19 фронтовых операторов фронтовых киногрупп Центральной студии документальных фильмов (ЦСДФ), режиссёр - лауреат Сталинской (Государственной) премии В. Н. Беляев в 1944 году вышел полнометражный документальный фильм Битва за Севастополь.
- 1948 — фильм «Третий удар» — документально-постановочная военная киноэпопея об операции как о третьем Сталинском ударе.
- 24 июля 2023 года президент РФ Владимир Путин подписал закон, согласно которому 12 мая признаётся днем воинской славы в честь завершения советскими войсками Крымской наступательной операции, что, согласно пояснениям к документу, будет иметь важное значение для воспитания молодёжи в духе патриотизма и уважения к истории[19].